# Petrell prió becgròs
El petrell prió becgròs (Pachyptila crassirostris) és ocell de la família dels procel·làrids (Procellariidae), d'hàbits pelàgics, habita la zona subantàrtica. Cria a les illes Kerguelen, Heard, Chatham, Bounty i Auckland.